# قشون‌های مابیلی
نیروی هوابرد تاجیکستان (تاجیکی: Қӯшунҳои Зудамали، ت. «Qūshunhoi Zudamali») چتربازهای نیروهای مسلح تاجیکستان هستند. آن‌ها مشابه نیروی هوابرد روسیه هستند که اغلب با آن‌ها تمرین می‌کنند. نیروی هوابرد به عنوان یک یگان نخبه نیروهای ویژه عمل می‌کنند که زیر نظر وزارت دفاع تاجیکستان و بخشی مجزا از نیروی زمینی هستند. اگرچه آن‌ها چترباز نامیده می‌شوند، اما نیروهای متحرک اغلب در هلیکوپترها مستقر می‌شوند، زیرا نیروی هوایی تاجیکستان هواپیماهای بال ثابت کمی دارد.

## تاریخچه
در ۲ اوت ۱۹۹۷، هفتمین گردان تهاجم هوابرد تشکیل شد. این اولین تیپ هوابردی بود که در این کشور تشکیل شد. حدود نیمی از افسران این تیپ در جنگ داخلی تاجیکستان خدمت کرده بودند. در سپتامبر ۲۰۰۳، نیروهای متحرک ایجاد شدند. این نیرو از تمام واحدهای هوابرد (از جمله گردان)، و همچنین نیروهای ویژه، واحدهای تفنگداران کوهستانی و برخی دیگر از زیرمجموعه‌ها تشکیل شده بود. در ۴ اوت ۲۰۰۷، وزارت دفاع روز چترباز را برای تجلیل از نیروهای متحرک ایجاد کرد.

## آموزش و همکاری
در سال ۲۰۱۴، یک نمایش بازی جنگی در فخرآباد، حدود ۳۰ کیلومتری جنوب دوشنبه برگزار شد که در آن یک زیرمجموعه از نیروهای متحرک در خنثی‌سازی یک گروه تروریستی و آزادسازی گروگان‌ها شرکت کرد. این بازی جنگی با حضور مقامات ارشد وزارتخانه، و همچنین افسران دیگر، سیاستمداران و جانبازان اشغال افغانستان توسط شوروی برگزار شد.

### فرانسه

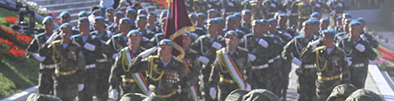
اعضای نیروهای متحرک.

در سال ۲۰۰۲، نیروهای متحرک با واحدهای نیروهای ویژه از فرانسه در فرودگاه بین‌المللی دوشنبه تمرین‌هایی انجام دادند. این امر منجر به برنامه‌ریزی دو کشور برای همکاری نظامی بیشتر در آینده شد. در سال ۲۰۰۹، یک بازی جنگی دیگر در فخرآباد رخ داد که این بار توسط مربیان نیروی هوایی فرانسه رهبری می‌شد. با استفاده از هواپیماهای فرانسوی، حدود ۵۰ سرباز از نیروهای متحرک و گارد ملی چتربازی از هواپیما را تمرین کردند. در اواخر سال ۲۰۱۱، فرانسه چتربازان بیشتری از مؤسسه نظامی تاجیکستان، نیروهای متحرک و گارد ملی را آموزش داد. آن‌ها از هواپیماهای C-160 پریدند.

### چین
یک عملیات آموزشی مشترک سه روزه در ۱۴ سپتامبر ۲۰۰۶ با نام تعامل ۲۰۰۶ با نیروهای متحرک و ارتش آزادی‌بخش خلق چین برگزار شد. این عملیات نیروهای چینی و تاجیک را در زمینه مبارزه با تروریسم، واکنش به بحران و تقویت توانایی‌های کشورها در مقابله با تهدیدات جدید آموزش داد. این آموزش در استان شمالی ختلان، در پایگاه نظامی مومیرک برگزار شد. این عملیات دو مرحله داشت. مرحله اول شامل آمادگی برای تعاملات بین دو کشور بود. مرحله دوم بر عملیات مشترک ضد تروریسم در میدان تیر مومیرک متمرکز بود.

### سازمان پیمان امنیت جمعی و کشورهای مستقل مشترک‌المنافع
در ۲۷ سپتامبر ۲۰۱۱، تاجیکستان و قرقیزستان طرح همکاری نظامی دوجانبه برای سال ۲۰۱۲ را در حاشیه رزمایش نظامی مشترک در حال انجام امضا کردند. فرمانده نیروهای متحرک، سرلشکر لطیف فیضی‌یف، فرماندهی کل بازی جنگی را بر عهده داشت. یک رزمایش نظامی مشترک بین تاجیکستان و قرقیزستان با مشارکت نیروهای متحرک در منطقه شرقی جیرگاتال تاجیکستان، دره رشت آغاز شد. سناریوی این رزمایش بر اساس محاصره گروهی از تروریست‌های بین‌المللی در یکی از دره‌های کوهستانی در جیرگاتال در مرز تاجیکستان و قرقیزستان بود.
بعداً در سال ۲۰۱۲، نیروهای متحرک با سازمان پیمان امنیت جمعی در استان چلیابینسک روسیه تمرین‌هایی انجام دادند. یک گروهان کوهستانی از نیروهای متحرک و همچنین گروه ویژه وزارت دفاع در این بازی جنگی شرکت کردند. این تمرینات در اوت ۲۰۱۲ به پایان رسید.

## عملیات حفظ صلح
گردان عملیات حفظ صلح، به دلیل آموزش دیدن توسط گارد ملی ایالات متحده در یک برنامه مشارکت، به یکی از بهترین واحدهای ارتش ملی تبدیل شد. از سال ۲۰۰۷، ایالات متحده از طریق برنامه ابتکار جهانی عملیات حفظ صلح (GPOI)، به نیروهای متحرک در ساختن توانایی‌های حفظ صلح خود کمک کرده است. این گردان از سال ۲۰۱۰ در دوشنبه فعالیت می‌کند. از سال ۲۰۱۲، واحدهای این گردان در تعدادی از رزمایش‌های چندملیتی حفظ صلح در مغولستان، نپال، قزاقستان، آلمان و ایالات متحده شرکت کرده‌اند. هدف ایالات متحده این بود که این گردان به عنوان یک واحد حافظ صلح به همراه دیگر نیروهای سازمان ملل متحد اعزام شود. در سال ۲۰۱۶، سفارت ایالات متحده در دوشنبه یک مجموعه بهداشتی و بهداشتی ساخته شده را به گردان حافظ صلح نیروهای متحرک تحویل داد.

## ساختار
- تیپ هفتم تهاجم هوابرد[۸]
- تیپ تفنگداران موتوریزه
- ۳ گردان پیاده (که یکی از آن‌ها بخشی از نیروی واکنش سریع جمعی سازمان پیمان امنیت جمعی (CSTO) است)
- هنگ ۸۹ تانک
- هنگ ۷۴ توپخانه
- لشکر ۲۱ موشکی مستقل
- آتشبار ۶۷ شناسایی کنترل و توپخانه
- گردان ۶۱ مهندسی تخریب
- گردان ۷۰ تعمیر
- گردان ۱۲۷ پشتیبانی لجستیکی
- واحد ویژه (وحدت)[۹][۱۰]
- واحد نظامی ۰۲۰۱۱ب (ناحیه درواز، ولایت خودمختار بدخشان کوهستانی)[۱۱]
- گردان حافظ صلح

## فرماندهان
- سرلشکر لطیف فیضی‌یف (۲۰۰۶–۲۰۱۴)
- سرلشکر میرعلی سیف‌الله رحمت‌زاده (از ۱۸ ژانویه ۲۰۱۴)[۱۲]